# エイベル・ガウワー
エイベル・アンソニー・ジェームズ・ガウワー（Abel Anthony James Gower、1836年7月30日 - 1899年1月15日）は、イギリスの外交官で、幕末期に箱館および長崎の領事、明治初期に兵庫・大阪の領事を務めた。またアマチュアの写真家でもあった。兄は、鉱山技師のエラスムス・ガウワー。名称にガウアー、ガワー、ガール、ガチルなどのカナ表記もある。

## 経歴
1836年7月30日、イタリアのリヴォルノに生まれる。
中国で外交官としての経験を積んだ後、1859年にガウワーはラザフォード・オールコックと共に日本に向かい、江戸東禅寺の英国公使館に勤務した。1861年6月1日から7月4日にかけて、ガウワーはオールコックと共に長崎から江戸まで陸路を旅した。他の同行者はジョージ・モリソン、チャールズ・ワーグマン、オランダ総領事のデ・ウィット（Jan Karel de Wit）であった。江戸到着の翌日、第一次東禅寺事件が発生したが、ガウワーは難を逃れた。1863年には長州五傑の出国を手助けし、同年薩英戦争にも参加している。1864年には長崎領事代理となった。
1865年末、当時の英国領事ヴァイス（Francis Howard Vyse）の命令で、箱館駐在の英国領事館員によるアイヌ墓地盗掘事件が起きた。目的は人類学研究の資料とすることであったが、アイヌ人たちはこれを箱館奉行所に訴えた。箱館奉行小出秀実の強硬な態度のため、英国公使ハリー・パークスはヴァイスを解任し、ガウワーを箱館領事に任命した。ガウワーは1866年2月22日に着任し、盗掘した領事館員を処罰、さらにアイヌに陳謝の意を表し、諸霊のために祭事を執行するとともに、一分銀千枚を慰謝料として被害アイヌの関係者に分配し、別に出訴費用として一分銀424枚を支払い、落部村分についてはひとまず落着をみた。その後、英国に送られた人骨も返還され、事件は解決した。
箱館領事の後、1867年から長崎の領事を務め、1873年に兵庫・大阪領事となり、1876年に退官した。
長い間、ガウワーもしくはウォルター・ウッドバリー（Walter B. Woodbury）のいずれかが、ネグレッティ&ザンブラ社（Negretti and Zambra）の特派員として、1857年から1860年にかけて中国および日本の写真撮影を行ったと信じられていたが、現在ではその人物はピエール・ロシエであったことが判明している。ライデン大学の写真コレクションにロシエの署名があるガウワーの肖像写真がある。ガウワーとロシエは1859年に長崎から江戸まで、サンプソン号（HMS Sampson 1844）で同船している。
1899年1月15日、62歳で死亡した。
なお、箱館赴任の際、兄で鉱山技師であるエラスムス・ガウワー（Erasmus H. M. Gower）を伴った。エラスムスは幕府に雇用され、茅沼炭鉱の再開発を行っている。